# Bernard Tissier de Mallerais
Bernard Tissier de Mallerais (Alta Saboia, 14 de setembro de 1945 – Menzingen, 8 de outubro de 2024) foi um bispo católico francês da Fraternidade Sacerdotal São Pio X. Foi sagrado bispo pelo Arcebispo Marcel Lefebvre, em Écône.

## Juventude e Ministério Presbiteral
Tissier de Mallerais, após se formar em biologia, entrou no Seminário Internacional da FSSPX em Écône, Suíça, ano da graça de 1969, outubro. Foi um dos primeiros a pedir auxílio ao Arcebispo Marcel Lefebvre. Ordenado aos 29 de junho de 1975 por Marcel Lefebvre, serviu primeiramente como professor, depois vice-reitor e, finalmente, reitor do Seminário Internacional. Em seguida, foi apontado como Secretário Geral da FSSPX.

## Episcopado e excomunhão
Aos 30 de junho de 1988, Dom Marcel Lefebvre decide-se por ordenar o então Pe. de Mallerais e seus companheiros, o suíço Bernard Fellay, o inglês Richard Williamson e o cântabro Alfonso de Galarreta, bispos a fim de garantir a manutenção das ordenações conforme o ritual pré-conciliar e impelido pela iminência da morte — como veio a se confirmar aos 25 de março de 1991. 
Alegando estado de necessidade, escreve numa carta datada de 8 de julho de 1987 ao então cardeal Ratzinger: 
| “ | Uma vontade permanente de aniquilamento da Tradição é uma vontade suicida que autoriza, por si mesma, os católicos verdadeiros e fiéis a tomar todas as iniciativas necessárias à sobrevivência e à salvação das almas. | ” |

E no dia das sagrações, 30 de junho de 1988, Dom Lefebvre repetiu essa constatação, apoiando-se nela para legitimar os argumentos em defesa das sagrações episcopais:
| “ | Estamos persuadidos de que ao fazer esta sagração, estamos obedecendo a um desígnio de Deus! | ” |

Foram sagrantes o próprio Lefebvre e o bispo fluminense, D. Antônio de Castro Mayer; de acordo com Roma, ambos excomungados latae sententiae, juntamente aos quatro ordinandos (visto não haver mandato pontifício). Porém, foi invocado o estado de necessidade, com o qual incorreriam os bispos sagrantes e os sagrados em penas canônicas inválidas. A excomunhão foi oficializada dois dias depois com o Motu proprio Ecclesia Dei de João Paulo II.

## Ministério Episcopal
Bispo voltado especificamente para a administração dos sacramentos, em 1991 sagrou, após a morte de D. Antônio de Castro Mayer, D. Licínio Rangel bispo, que exerceria seu ministério à frente da então União Sacerdotal São João Maria Vianney. Escreveu, em 2002, uma biografia de D. Marcel Lefebvre; residia no seminário em Ecône e falava fluentemente francês, inglês e alemão e conhecia o espanhol.

## Levantamento da excomunhão
Por decreto emitido aos 21 de janeiro de 2009 (protocolo nº 126/2009), o Santo Padre Bento XVI revogou as excomunhões através da Congregação para os Bispos:
| Decreto da Congregação para os Bispos Com a carta de 15 de dezembro de 2008 enviada a sua eminência o cardeal Darío Castrillón Hoyos, presidente da Comissão Pontifícia Ecclesia Dei, Dom Bernard Fellay, em seu nome e no dos outros bispos ordenados a 30 de junho de 1988, voltava a solicitar a retirada da excomunhão latae sententiae formalmente declarada por decreto do prefeito desta Congregação para os Bispos com a data de 1 de julho de 1988. Na mencionada carta, Dom Fellay afirma entre outras coisas: "estamos sempre fervorosamente determinados na vontade de ser e permanecer católicos e de colocar todas as nossas forças ao serviço da Igreja de Nosso Senhor Jesus Cristo, que é a Igreja Católica Romana. Nós aceitamos todos os seus ensinamentos com ânimo filial. Cremos firmemente no primado de Pedro e em suas prerrogativas e, por isso, faz-nos sofrer tanto a atual situação". Sua Santidade Bento XVI, paternalmente sensível ao mal-estar espiritual manifestado pelos interessados devido à sanção de excomunhão, e confiando no compromisso expressado por eles na citada carta de não poupar esforço algum para aprofundar nas necessárias conversações com as autoridades da Santa Sé nas questões ainda abertas, e poder assim chegar rapidamente a uma plena e satisfatória solução do problema existente em um princípio, decidiu reconsiderar a situação canônica dos bispos Bernard Fellay, Bernard Tissier de Mallerais, Richard Williamson e Alfonso de Galarreta surgida com sua ordenação episcopal. Com este ato se deseja consolidar as relações recíprocas de confiança, intensificar e fazer mais estáveis as relações da Fraternidade São Pio X com a Sé Apostólica. Este dom de paz, ao final das celebrações de Natal, quer ser também um sinal para promover a unidade na caridade da Igreja universal, e por seu meio, chegar a remover o escândalo da divisão. Deseja-se que este passo seja seguido pela solícita realização da plena comunhão com a Igreja de toda a Fraternidade São Pio X, testemunhando assim a autêntica fidelidade e um verdadeiro reconhecimento do Magistério e da autoridade do Papa, com a prova da unidade visível. Em virtude das faculdades que me foram expressamente concedidas pelo Santo Padre, Bento XVI, em virtude do presente Decreto, retiro dos bispos Bernard Fellay, Bernard Tissier de Mallerais, Richard Williamson e Alfonso de Galarreta a pena de excomunhão latae sententiae declarada por esta Congregação a 1 de julho de 1988 e declaro desprovido de efeitos jurídicos a partir do dia de hoje o decreto àquele tempo publicado. Roma, Congregação para os Bispos, 21 de janeiro de 2009 † Cardeal Giovanni Battista Re Prefeito da Congregação para os Bispos. |